# Тин на Влтави
Тин на Влтави (чеш. Týn nad Vltavou) град је у Чешкој Републици. Град се налази у управној јединици Јужночешки крај, у оквиру којег припада округу Чешке Будјејовице.

## Становништво
Према подацима о броју становника из 2014. године град је имао 8.089 становника.